# Skinny Puppy
Skinny Puppy – kanadyjski zespół grający muzykę industrialną, uformowany w Vancouver w 1982 roku.

## Skład
- cEvin Key
- Nivek Ogre
- Wilhelm Schroeder (Bill Leeb) – odszedł w 1987 r., by założyć własny projekt Front Line Assembly
- Dwayne Goettel – dołączył w miejsce Schroedera – zmarł w 1995 r.
- Mark Walk – od 2004 r.

## Dyskografia
- Back and Forth (1983)
- Remission (1984)
- Bites (1985)
- Mind the Perpetual Intercourse (1986)
- Cleanse Fold and Manipulate (1987)
- VIVIsectVi (1988)
- Rabies (1989)
- Too Dark Park (1990)
- Last Rights (1992)
- The Process (1996)
- Remix DysTemper (1998)
- Puppy Gristle (2002)
- The Greater Wrong of the Right (2004)
- Mythmaker (2007)
- HanDover (2011)
- Weapon (2013)